# Isabella van Aragón (1247-1271)
Isabella van Aragón (circa 1247 - Cosenza, 28 januari 1271) was van 1270 tot aan haar dood koningin-gemalin van Frankrijk. Ze behoorde tot het huis Barcelona.

## Levensloop
Isabella was de dochter van koning Jacobus I van Aragón en Jolanda van Hongarije, dochter van koning Andreas II van Hongarije.
Op 28 mei 1262 huwde ze in Clermont met Filips, zoon van koning Lodewijk IX van Frankrijk. In 1270 volgde Filips onder de naam Filips III zijn vader op als koning van Frankrijk, waardoor Isabella koningin-gemalin werd.
Isabella begeleidde haar echtgenoot bij de Achtste Kruistocht in Tunis. Op hun weg naar huis hielden ze een tussenstop in Cosenza, Calabrië. Toen ze hun terugreis hervatten, viel de zes maanden zwangere Isabella op 11 januari 1271 van haar paard. Hierdoor beviel ze van een prematuur doodgeboren zoon. Isabella herstelde niet meer van haar verwondingen en haar vroege bevalling en stierf zeventien dagen later, op 28 januari.
Haar echtgenoot nam het lichaam van Isabella en haar doodgeboren zoon mee naar Frankrijk, waarna ze bijgezet werd in de Kathedraal van Saint-Denis. Haar graf werd, net zoals dat van vele anderen, in 1793 verwoest tijdens de Franse Revolutie.

## Nakomelingen
Isabella en Filips III kregen vijf zonen:
- Lodewijk (1264-1276)
- Filips IV (1268-1314), koning van Frankrijk
- Robert (1269-1271)
- Karel (1270-1325), graaf van Valois
- een doodgeboren zoon (1271)

- Gemeinsame Normdatei: 113643142X
- Système universitaire de documentation: 079360122
- Virtual International Authority File: 211926819